# Brantley
Brantley és una població dels Estats Units a l'estat d'Alabama. Segons el cens del 2007 tenia 915 habitants.

## Demografia
Segons el cens del 2000, Brantley tenia 920 habitants, 406 habitatges, i 261 famílies. La densitat de població era de 112,4 habitants/km².
Dels 406 habitatges en un 28,8% hi vivien nens de menys de 18 anys, en un 38,2% hi vivien parelles casades, en un 23,2% dones solteres, i en un 35,5% no eren unitats familiars. En el 34,5% dels habitatges hi vivien persones soles el 19,7% de les quals corresponia a persones de 65 anys o més que vivien soles. El nombre mitjà de persones vivint en cada habitatge era de 2,27 i el nombre mitjà de persones que vivien en cada família era de 2,9.
Per edats la població es repartia de la següent manera: un 24,9% tenia menys de 18 anys, un 5,9% entre 18 i 24, un 27% entre 25 i 44, un 21,5% de 45 a 60 i un 20,8% 65 anys o més.
L'edat mediana era de 40 anys. Per cada 100 dones hi havia 73,3 homes. Per cada 100 dones de 18 o més anys hi havia 63,7 homes.
La renda mediana per habitatge era de 21.574 $ i la renda mediana per família de 30.078 $. Els homes tenien una renda mediana de 26.063 $ mentre que les dones 20.000 $. La renda per capita de la població era de 14.108 $. Aproximadament el 18,8% de les famílies i el 24,6% de la població estaven per davall del llindar de pobresa.

## Poblacions més properes
El següent diagrama mostra les poblacions més properes.